# هرمان بورشارت
هرمان بورشارت (انگلیسی: Hermann Burchardt; ۱۸ نوامبر ۱۸۵۷ – ۱۹ دسامبر ۱۹۰۹) یک کاوشگر و عکاس آلمانی یهودی‌تبار بود که به خاطر مقالات تصویری سیاه و سفید خود از شبه‌جزیره عربستان در اوایل قرن بیستم مشهور بود.
اولین سفر وی در بهار ۱۸۹۳ او را به واحه سیوه در مصر کشاند. بعداً او برای چند سال در دمشق مستقر شد و از آن محل به عنوان پایگاهی برای سفرهای خود در منطقه استفاده کرد تا اینکه در حالی که از مسیر مخا به صنعا می‌رفت، در یمن کشته شد.